# Giovanni Trombetta
Giovanni Trombetta (fl. XIX-XX secolo) è stato un calciatore italiano.

## Carriera
Presente nella rosa della sezione calcistica della Ginnastica Torino sin dal 1º novembre 1897, quando con la seconda squadra del suo club partecipò al torneo amichevole svoltosi al Velodromo Umberto I di Torino.
Incerta la sua presenza in rosa tra il 1898 ed il 1901 a causa dell'incompletezza dei tabellini, Trombetta giocò nell'unica partita giocata dalla Ginnastica nel 1902 ovvero la sconfitta per 5-2 del 2 marzo 1902 contro l'Audace Torino. La Ginnastica non giocò gli altri due incontri dando forfait e giungendo quindi al quarto ed ultimo posto del girone eliminatorio piemontese.

## Statistiche

### Presenze e reti nei club
| Stagione | Club              | Campionato | Campionato | Campionato | Campionato |
| Stagione | Club              | Comp       | Pres       | Reti       |            |
| -------- | ----------------- | ---------- | ---------- | ---------- | ---------- |
| 1902     | Ginnastica Torino | CI         | 1          | 0          |            |
| Totale   | Totale            | Totale     | 1          | 0          |            |